# Jasmina Holbus
Jasmina Holbus (Beograd, 1968) dizajnerka je enterijera, pesnikinja i scenografkinja.

## Biografija
Rođena je 21. novembra 1968. godine u Beogradu. Diplomirala je 1996. godine dizajn enterijera na Chelsea Collage of Art & Design u Londonu. Član je Udruženja književnika Srbije od 1993. godine i ULUPUDS-a od 2007. godine, sa statusom samostalnog umetnika.
Enterijerom bavi se profesionalno od 1997. godine. Autor je značajnih realizovanih stambenih objekata kako u arhitekturi tako i u oblasti enterijera i dekoracije stambenih prostora referentnih klijenata. Suvlasnik je i direktor kompanije Real Home od 2015. godine koja iza sebe ima niz izvedenih stambenih objekata kako u oblasti arhitekture i izgradnje tako i u oblasti dizajna enterijera u Beogradu.
Živi i stvara u Beogradu. Ima sina Alexa Juliusa Holbusa iz braka sa poznatim jugoslovenskim i srpskim hokejašem Mirkom Holbusom.

## Bibliografija
Književnim radom bavi se od 1990. godine. Bila je učesnik Festivala poezije Festival Voix Vives de méditerranée en méditerranée 2016. Sète u Francuskoj. Poezija joj je prevedena i objavljena na francuski jezik (izdavač Al Manar), u okviru edicije festivala poezije 2016. godine.
Dosad je objavila trinaest zbirki poezije:
- Noći uzdaha, Prometej, Novi Sad, 1990. 3167239
- Ne mogu pobeći, Prosveta, Beograd, 1993. 51439111
- Gde prestaje reč, Rad, Beograd, 1994. 29573644
- Bela, Plato, Beograd, 2002. 99564812
- Nemir, Plato, Beograd, 2002. 99564300
- Šestar, Plato, Beograd, 2002. 99565068
- Slagalica, Plato, Beograd, 2006. 131309324
- Repozicija, Plato, Beograd, 2010. 174830860
- Tempo, Plato, Beograd, 2013.[2] 218927628
- Hipotenuza, Zlatno Runo, Beograd, 2015. 216700428
- Izbor, izbor pesama iz prethodnih deset knjiga, Zlatno Runo, Beograd, 2015. 216700172
- L’hypoténuse at autre poèmes, Al Manar, France, 2016.  978-2-36426-074-0.
- Ampula, Zlatno Runo, Beograd, 2021.[3]  46695177

## Pozorišna scenografija
Od 2003. godine angažovana je kao scenograf na izradi više od četrdeset pozorišnih predstava.
| Godina | Predstava                     | Autor                          | Režija/Koreografija      | Pozorište/Produkcija                                |
| ------ | ----------------------------- | ------------------------------ | ------------------------ | --------------------------------------------------- |
| 2004.  | Velika bela zavera            | Dimitrije Vojnov               | Miloš Lolić              | Atelje 212                                          |
| 2006.  | Pred penzijom                 | Tomas Bernhard                 | Dino Mustafić            | Jugoslovensko dramsko pozorište                     |
| 2006.  | Druga strana                  | Dejan Dukovski                 | Miloš Lolić              | Jugoslovensko dramsko pozorište                     |
| 2007.  | Banat                         | Uglješa Šajtinc                | Dejan Mijač              | Jugoslovensko dramsko pozorište                     |
| 2007.  | Muška stvar                   | Frank Ksavijer Krec            | Miloš Lolić              | Atelje 212                                          |
| 2008.  | Sanjari                       | Robert Muzil                   | Miloš Lolić              | Jugoslovensko dramsko pozorište                     |
| 2009.  | Buba u uhu (adaptacija)       | Vladislav Lalicki              | Ljubiša Ristić           | Jugoslovensko dramsko pozorište                     |
| 2010.  | Bog je DJ                     | Falk Rihter                    | Miloš Lolić              | Malo pozorište „Duško Radović”                      |
| 2011.  | Zojkin stan                   | Mihail Bulgakov                | Dejan Mijač              | Srpsko narodno pozorište                            |
| 2012.  | Otelo                         | Vilijem Šekspir                | Miloš Lolić              | Jugoslovensko dramsko pozorište                     |
| 2014.  | Dnevnik o Čarnojeviću         | Miloš Crnjanski                | Miloš Lolić              | Jugoslovensko dramsko pozorište                     |
| 2014.  | Don Žuan                      | Molijer                        | Maša Kolar               | Budva Grad teatar i Bitef dens kompanija            |
| 2014.  |                               | Fernando Arabal                | Dimitrije Udovički       | Bitef Teatar                                        |
| 2015.  | Trijada                       | Libretista J. Holbus           | Maša Kolar               | Zagrebački plesni centar                            |
| 2015.  | Marija Stjuart                | Fridrih Šiler                  | Miloš Lolić              | Narodno pozorište u Beogradu                        |
| 2017.  |                               | Vilijem Šekspir                | Miloš Isailović          | Festival mediteranskog teatra Purgatorije           |
| 2017.  |                               | Vilijem Šekspir                | Maša Kolar               | Hrvatsko narodno kazalište Ivana pl. Zajca u Rijeci |
| 2017.  | Zid jezero                    | Dušan Jovanović                | Miloš Lolić              | SNG Drama Ljubljana                                 |
| 2018.  | Severoistok                   | Torsten Buhštajner             | Jana Maričić             | Bitef Teatar i Beo Art                              |
| 2018.  | Pet života pretužnog Milutina | Milena Marković                | Alexandra Milavić Davies | Atelje 212                                          |
| 2018.  | Roman o Londonu               | Miloš Crnjanski                | Ana Đorđević             | Beogradsko dramsko pozorište                        |
| 2019.  | Natan Mudri                   | G.E. Lesing                    | Jovana Tomić             | Jugoslovensko dramsko pozorište                     |
| 2019.  | Pećina                        | Ivan Ilić & Slobodan Obradović | Jana Maričić             | BELEF 2019 - Teatar Vuk                             |
| 2019.  | Selestina                     | Fernando de Rohas              | Milan Nešković           | JDP & Grad Teatar Budva                             |
| 2019.  | Noževi u kokoškama            | Dejvid Harover                 | Katarina Žutić           | Atelje 212                                          |
| 2019.  | Livada puna tame              | Milena Marković                | Jovana Tomić             | Narodno pozorište u Beogradu                        |
| 2020.  | Kretanje                      | Dimitrije Kokanov              | Jovana Tomić             | Bitef Teatar                                        |
| 2020.  | Paravani                      | Žan Žene                       | Dino Mustafić            | Novosadsko pozorište /                              |
| 2021.  | Kaspar                        | Peter Handke                   | Miloš Lolić              | Jugoslovensko dramsko pozorište                     |
| 2021.  | Sin                           | Florijan Zeler                 | Ana Tomović              | Atelje 212                                          |
| 2021.  | Bludni dani kuratog Džonija   | Filip Grujić                   | Jovana Tomić             | Novosadsko pozorište /                              |
| 2021.  | Midlseks                      | Džefri Judžinidis              | Jovana Tomić             | Srpsko narodno pozorište                            |
| 2022.  | Deca sunca                    | Maksim Gorki                   | Jovana Tomić             | Crnogorsko narodno pozorište                        |
| 2022.  | Sveta Prada                   | Dimitrije Kokanov              | Sanja Mitrović           | Bitef Teatar                                        |
| 2022.  | Revolt                        | Alis Berč                      | Jovana Tomić             | Atelje 212                                          |
| 2022.  | Yerma                         | Simon Stone                    | Ana Tomović              | Crnogorsko Narodno Pozorište                        |
| 2023.  | Pod Zemljom                   | Sanja Mitrović                 | Sanja Mitrović           | Pozorište Dortmund                                  |
| 2023.  | Gubitnik                      | Tomas Bernhard A.S. Puškin     | Nataša Radulović         | Jugoslovensko dramsko pozorište                     |
| 2023.  | Bolest mladosti               | Ferdinand Brukner              | Jovana Tomić             | Jugoslovensko dramsko pozorište                     |
| 2023.  | Adam i Eva                    | Miroslav Krleža                | Maša Kolar               | Hrvatsko narodno kazalište Ivana pl. Zajca u Rijeci |
| 2024.  | Sanjao sam da sam se probudio | Željko Hubač                   | Dino Mustafić            | Narodno pozorište u Beogradu                        |
| 2024.  | Nestajanje                    | Tomislav Zajec                 | Sanja Mitrović           | Atelje 212                                          |
| 2025.  | Svaka ptica svome jatu        | Važdi Muavad                   | Dino Mustafić            | Beogradsko dramsko pozorište                        |
| 2025.  | Slika Dorjana Greja           | Oskar Vajld                    | Nataša Radulović         | Jugoslovensko dramsko pozorište                     |

## Učešća na drugim projektima i izložbama
Art direktor projekta Bojan Z. Sextet u Centru Sava u Beogradu i Sinagogi u Novom Sadu, 2013. Autor je video radova za turneju džez albuma Shelter With A View –klavirski koncert Bojana Zulfikarpašića, (Francuska, Belgija, Holandija, Švajcarska 2014/2015). Autor je raznovrsnih multimedijalnih projekata u arhitekturi, grafičkom dizajnu kao i audio-video instalacija – Barcelona Art Biennial, 2005.
Redovno učestvuje na grupnim izložbama primenjene umetnosti u zemlji. Autor je Multimedijalnog umetničko-istraživačkog projekta Let’s Talk, galerija „Štab”, Beograd 2016.

## Nagrade
- 2009. GRAND PRIX MIRA TRAILOVIĆ – BITEF Festival predstava Sanjari Roberta Muzila u režiji Miloša Lolića - produkcija Jugoslovensko dramsko pozorište
- 2013. GODIŠNJA NAGRADA ULUPUDS-a ZA SCENOGRAFIJU u predstavi Otelo Vilijama Šekspira u režiji Miloša Lolića, Jugoslovensko dramsko pozorište
- 2017. SPECIJALNA NAGRADA za umetničko dostignuće na XII Festivalu mediteranskog teatra Purgatorije baletska predstava Magbet Vilijema Šekspira u koreografiji Miloša Isailovića - produkcija Bitef teatar (Beograd) i Centra za kulturu Tivat,
- 2018. NAGRADA ZA NAJBOLJU PREDSTAVU na 38. Borinim pozorišnim danima (Vranje) predstava Severoistok, Torstena Buhštajnera u režiji Jane Maričić - produkcija Bitef teatar i Beo Art
- 2018. ARDALION ZA NAJBOLJU SCENOGRAFIJU na XXIII Jugoslovenskom pozorišnom festivalu (Užice) predstava Pet života pretužnog Milutina Milene Marković, u režiji Alexandre Milavić, Davies produkcija Atelje 212 (Beograd).[9]
- 2019. GODIŠNJA NAGRADA ZA NAJBOLJU PREDSTAVU JDP-a i poseban umetnički doprinos u predstavi Natan Mudri, G.E. Lesing u režiji Jovane Tomić, Jugoslovensko dramsko pozorište
- 2021. GODIŠNJA NAGRADA ZA SCENOGRAFIJU JDP-a i poseban umetnički doprinos u predstavi Kaspar Petera Handkea u režiji Miloša Lolića, Jugoslovensko dramsko pozorište

## Spoljašnje veze
- „Za bolji i kvalitetniji život”. Real home. Архивирано из оригинала 05. 10. 2018. г. Приступљено 04. 10. 2018.
- „Intervju - Večni duh tradicije”. Politika. Приступљено 07. 10. 2018.
- „Intervju - Pozorište nije trend”. Politika. Приступљено 07. 10. 2018.
- „Сценографија је нова шкољка”. Политика. Приступљено 20. 1. 2022.
- „Poezija nosi energiju pomnožene ljubavi”. Политика. Приступљено 20. 1. 2022.